# Gewestelijk bestuur van de Republiek der Zeven Verenigde Nederlanden

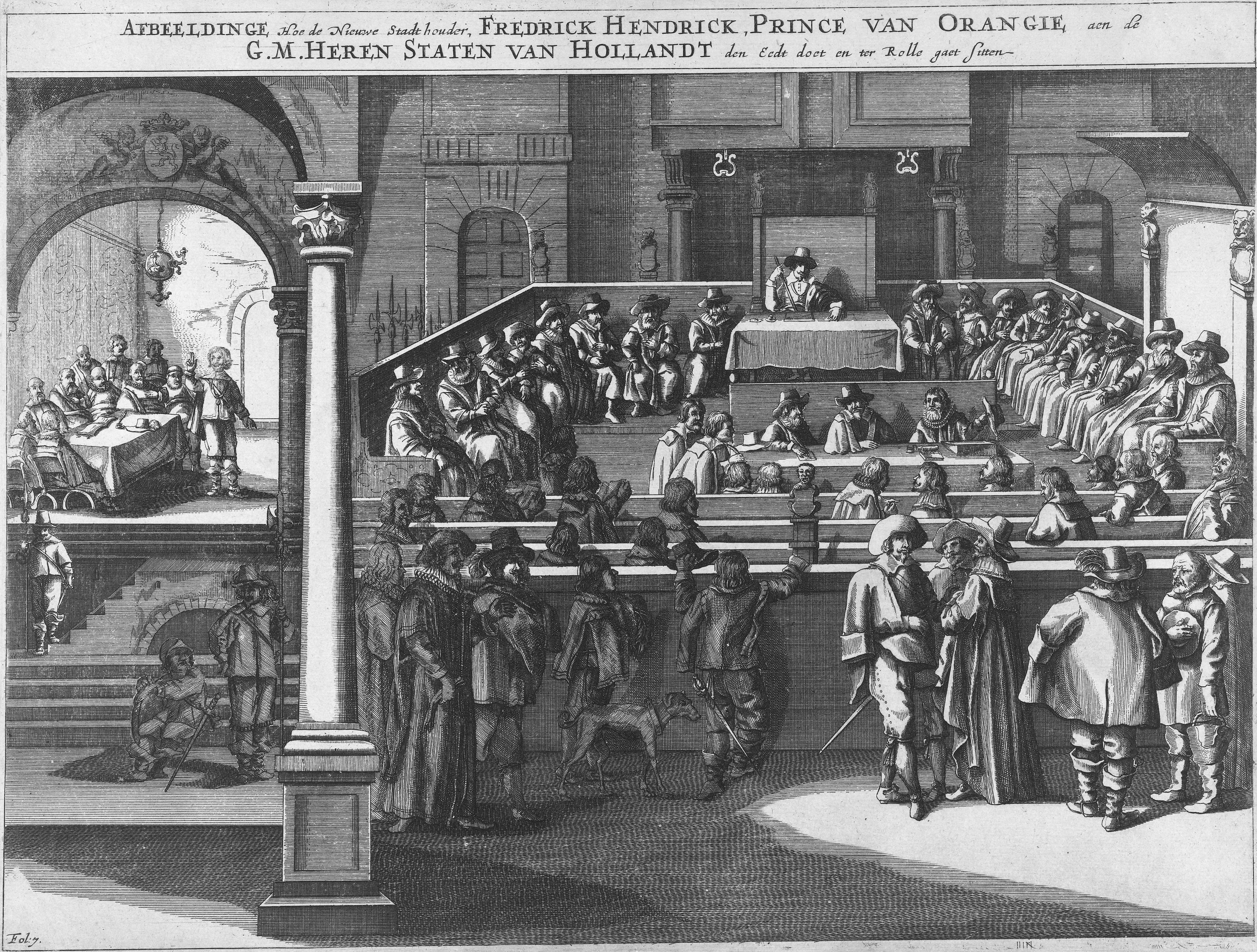
Bijeenkomst van de Staten van Holland en West-Friesland in 1625.

Het bestuur van de gewesten van de Republiek der Zeven Verenigde Nederlanden werd uitgevoerd door de afzonderlijke gewestelijke Staten. Ieder gewest had een eigen provinciaal bestuur en de invulling ervan verschilde per gewest. Afgevaardigden van steden, de ridderschappen, districten of een combinatie van deze hadden zitting in de Staten. De kerk was alleen nog in Utrecht vertegenwoordigd, zij het met minder gewicht dan de andere afgevaardigden.
In de Nederlanden bestonden de Staten al onder de Bourgondiërs en Habsburgers, maar kwamen toen slechts een aantal keer per jaar bij elkaar om de landsheer te adviseren over voornamelijk belastingzaken. 
De Republiek bestond uit zeven gewesten, te weten: Holland, Zeeland, Utrecht, Friesland, Stad en Lande of Groningen, Overijssel en Gelderland.

## Gewesten
De Staten van Holland kwamen na 1572 regelmatig en langdurig bij elkaar en hadden naast wetgevende ook uitvoerende taken. De afgevaardigden waren vertegenwoordigers van de steden. In 1581 waren dit er 14 en tegen 1590 was dit toegenomen tot 18. Naast de steden had ook de ridderschap, die het platteland vertegenwoordigde een stem in de Staten van Holland. Een aantal Statenleden werden gekozen om zitting te nemen in de Gecommitteerde Raden, die het dagelijks bestuur vormden. In Holland bestonden twee Gecommitteerde Raden, een in het noorden en een in het zuiden. Voor iedere vergadering, behalve in noodgevallen, werden de te bespreken onderwerpen door de Gecommitteerde Raden opgesteld en verstuurd naar de stemhebbende steden, zodat de vroedschappen of stadsbesturen na een vergadering hun standpunt konden doorgeven aan hun afgevaardigde. Zodoende werden onderwerpen niet alleen in de Staten van Holland besproken, maar ook in de steden en de ridderschap en werd hun invloed directer.
In Zeeland bestonden de Staten van Zeeland oorspronkelijk uit drie leden: de abt van de Onze Lieve Vrouwe Abdij in Middelburg, de Eerste Edele of ridderschap en de steden. Na de Opstand verloor de abt zijn stem en de steden kregen allemaal een eigen stem. De stad Reimerswaal was in de zee vergaan en die plaats en die van de abt werden ingenomen door Vlissingen en Veere. Verder werden de Gecommitteerde Raden opgezet naar Hollands voorbeeld.
Ook in Friesland verloor de geestelijkheid haar stem in de Staten van Friesland. De drie Friese kwartieren: Oostergo, Westergo en Zevenwolden behielden hun stem en de elf Friese steden kregen na 1578 gezamenlijk een stem. Een college van Gedeputeerde Staten werd in 1577 ingesteld en had het dagelijkse bestuur in handen. Een nieuwe commissie, het Mindergetal, riep de Staten bijeen en stelde de agenda en resoluties op.
De Staten van Utrecht bestonden uit drie leden, te weten: de vijf kapittels van de geseculeerde Utrechtse hoofdkerken, de steden en de ridderschap. De stem van de kapittels had echter wel minder gewicht. Het dagelijks bestuur werd gevormd door een college van Gedeputeerde Staten.
In Gelderland was de situatie anders. Door de grote verschillen tussen de drie kwartieren was het niet mogelijk om een dagelijks bestuur te bewerkstelligen. Ieder kwartier kreeg daarom een eigen college van Gedeputeerde Staten bestaande uit drie leden van de ridderschap en drie van de steden. De vergadering van de Staten van Gelderland werd door het ontbreken van de Gedeputeerde Staten bijeengeroepen door een nieuwe commissie, de landschapstafel. Zij stelden ook de agenda en resoluties op. Gelderland was het enige gewest waar het Hof van Gelderland nog invloed had in de politiek, doordat zij ook vanwege het ontbreken van de Gedeputeerde Staten en wanneer de Staten geen zitting had, de soevereiniteit vertegenwoordigde.
De Staten van Overijssel stelden door de Tachtigjarige Oorlog, pas in 1593 een college van Gedeputeerde Staten in, wat pas jaren later echt effectief kon besturen. 
Na de verovering van de stad Groningen in 1594 werd de Staten van Stad en Lande en het college ingesteld. Dit college bestond uit zes leden, drie uit de stad en één uit ieder Ommelands kwartier (drie).